# Comunas bilingües de Polonia

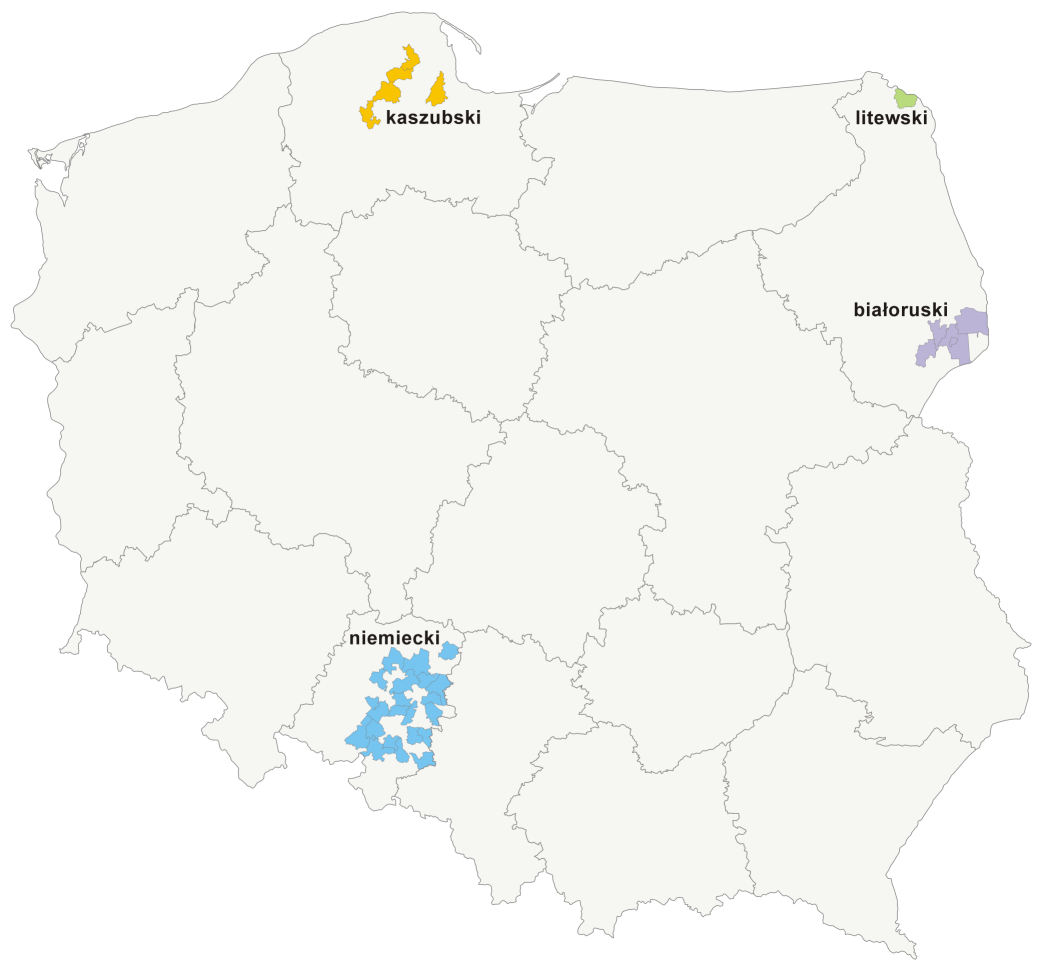
Mapa político de Polonia resaltando las comunas bilingües: alemán en celeste, casubio en amarillo, bielorruso en lila y rusino en verde

El estatus bilingüe de una Gmina (unidad político-administrativa equivalente a un municipio) en Polonia, se encuentra regulado por la Ley de Minorías Nacionales, Étnicas e Idiomas Regionales, promulgada el 6 de enero de 2005, en donde se faculta a todos los municipios que cuenten con una importante minoría étnica o lingüística (superior al 20% del total de la población censada) y cuyos miembros o hablantes se reconozcan como ciudadanos polacos, a implementar ese segundo idioma hablado por ellos, siendo usado como lengua auxiliar junto al polaco que es el idioma oficial a nivel nacional. Asimismo, se establece el derecho de usar ese segundo idioma tanto en el espacio público como privado, el aprendizaje de ese idioma para preservar su cultura y tradiciones, además de incorporar elementos como la señalización bilingüe a nivel local. Hasta el momento, 44 de las 2.478 gminas se han acogido a esta ley y han implementado esta normativa. Los idiomas usados, en algunos casos lenguas minorizadas históricamente, son cinco en la actualidad: el alemán, el casubio, el letón, el rusino y el bielorruso. Esta legislación, va de la mano con la ratificación de Polonia de la Carta Europea de las Lenguas Minoritarias o Regionales.

## Listado de comunas

### Comunas de habla polaco/alemana

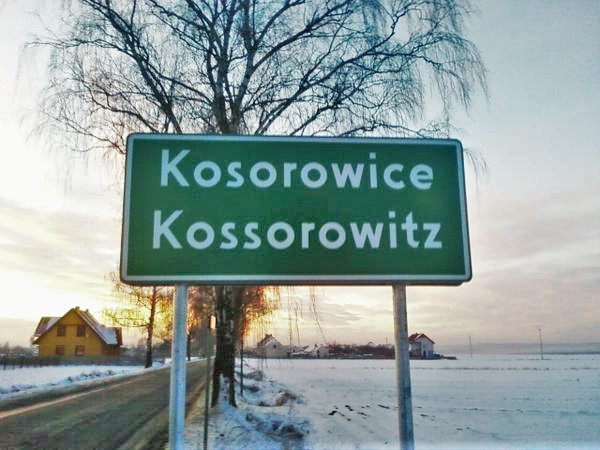
Letrero bilingüe en polaco y alemán en Kosorowice (Kossorowitz en alemán).

- Existen 28 comunas en el voivodato de Opole que son bilingües con alemán. Muchos de sus habitantes, son parte de la minoría de alemanes étnicos, que habitan en la región que forma parte de los antiguos territorios orientales de Alemania: 
  - Gmina Biała / Gemeinde Zülz (desde el 06.03.2006)
  - Gmina Bierawa / Gemeinde Birawa (desde el 23.04.2007)
  - Gmina Chrząstowice / Gemeinde Chronstau (desde el 25.01.2006)
  - Gmina Cisek / Gemeinde Czissek
  - Gmina Dobrodzień / Gemeinde Guttentag (desde el 13.05.2009)
  - Gmina Dobrzeń Wielki / Gemeinde Groß Döbern (desde el 22.04.2009)
  - Gmina Głogówek / Gemeinde Oberglogau (desde el 22.04.2009)
  - Gmina Gogolin / Gemeinde Gogolin
  - Gmina Izbicko / Gemeinde Stubendorf (desde el 06.03.2006)
  - Gmina Jemielnica / Gemeinde Himmelwitz (desde el 28.08.2006)
  - Gmina Kolonowskie / Gemeinde Colonnowska (desde el 22.09.2006)
  - Gmina Komprachcice / Gemeinde Comprachtschütz (desde el 04.06.2009)
  - Gmina Lasowice Wielkie / Gemeinde Gross Lassowitz (desde el 18.10.2006)
  - Gmina Leśnica / Gemeinde Leschnitz (desde el 17.05.2006)
  - Gmina Łubniany / Gemeinde Lugnian
  - Gmina Murów / Gemeinde Murow (desde el 22.04.2009)
  - Gmina Pawłowiczki / Gemeinde Gnadenfeld
  - Gmina Polska Cerekiew / Gemeinde Groß Neukirch
  - Gmina Popielów / Gemeinde Poppelau
  - Gmina Prószków / Gemeinde Proskau (desde el 11.07.2006)
  - Gmina Radłów / Gemeinde Radlau (desde el 25.01.2006)
  - Gmina Reńska Wieś / Gemeinde Reinschdorf (desde el 26.10.2006)
  - Gmina Strzeleczki / Gemeinde Klein Strehlitz (desde el 17.05.2006)
  - Gmina Tarnów Opolski / Gemeinde Tarnau (desde el 15.02.2007)
  - Gmina Turawa / Gemeinde Turawa (desde el 12.09.2008)
  - Gmina Ujazd / Gemeinde Ujest (desde el 28.08.2006)
  - Gmina Walce / Gemeinde Walzen (desde el 04.04.2006)
  - Gmina Zębowice / Gemeinde Zembowitz (desde el 23.10.2007)

- En el voivodato de Silesia (3 municipalidades):
  - Gmina Krzanowice / Gemeinde Kranowitz
  - Gmina Rudnik / Gemeinde Rudnik
  - Gmina Sośnicowice / Gemeinde Kieferstädtel

Otra comuna que utiliza el alemán como lengua auxiliar es Olesno, en el voivodato de Silesia.

### Comunas de habla polaco/casubia

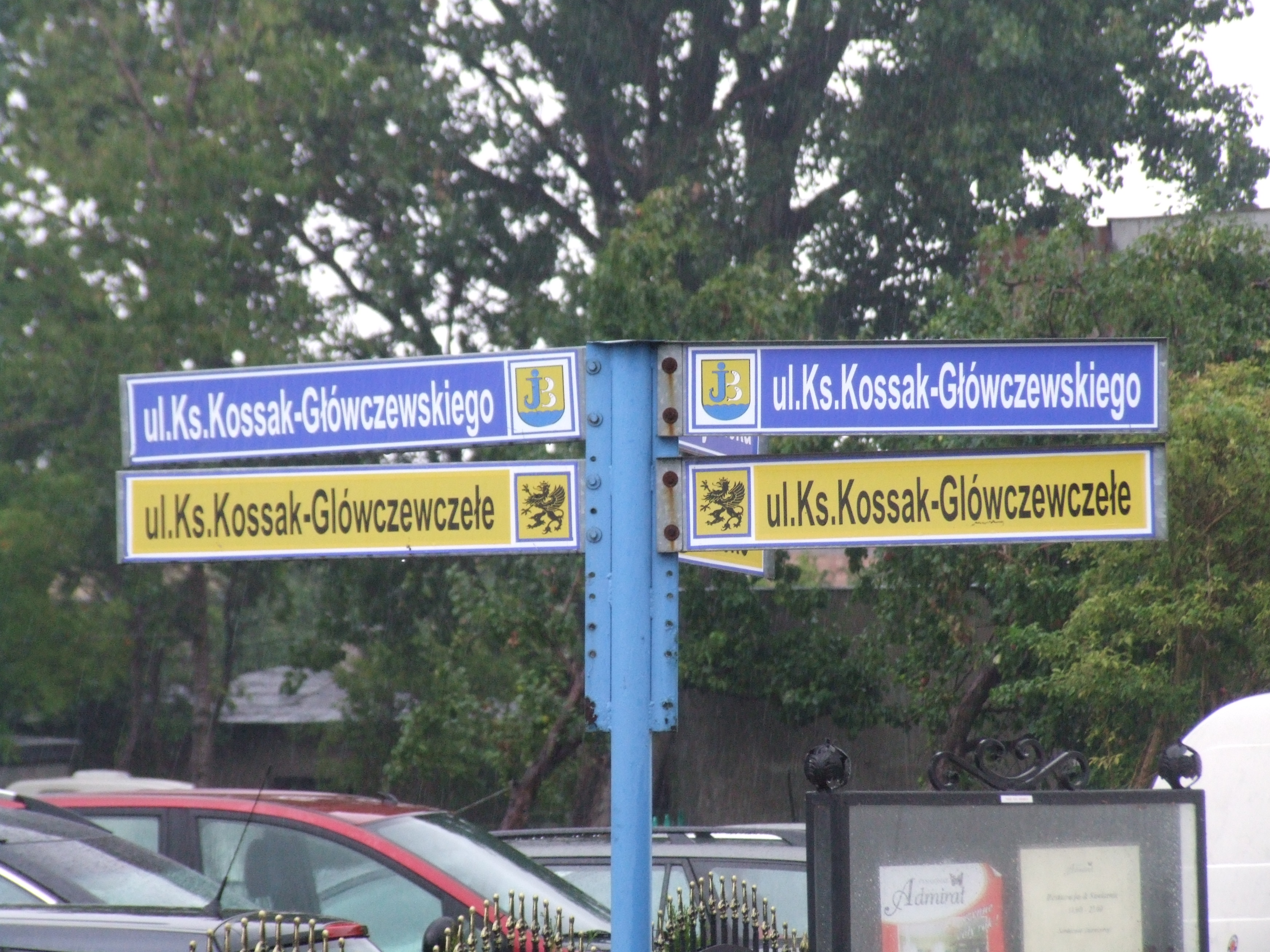
Letrero en polaco y casubio en una calle de Jastarnia.

- 5 comunas del voivodato de Pomerania son bilingües de casubio:
  - Gmina Linia (Gmina Lëniô; desde el 23.04.2012)
  - Gmina Luzino (Gmina Lëzëno; desde el 21.02.2014)
  - Gmina Parchowo (Gmina Parchòwò; desde el 16.08.2006)
  - Gmina Sierakowice (Gmina Serakòwice; desde el 23.10.2007)
  - Gmina Żukowo (Gmina Żukòwò; desde el 17.07.2013)

### Comunas de habla polaco/bielorrusa
- Cinco comunas del voivodato de Podlaquia son bilingües de bielorruso: 
  - Hajnówka-urban gmina (Гайнаўка) desde el 3 de diciembre de 2007.
  - Gmina Czyże (Гміна Чыжы) desde el 8 de febrero de 2010.
  - Gmina Hajnówka-rural gmina (Гміна Гайнаўка) desde el 28 de mayo de 2010.
  - Gmina Narewka (Гміна Нараўка) desde el 16 de septiembre de 2009.
  - Gmina Orla (Гміна Орля) desde el 7 de mayo de 2009.

### Comunas de habla polaco/rusino
- Luego de la Operación Vístula en 1947, el número de hablantes de rusino quedó notoriamente reducido en los territorios polacos.[3] Algunas pequeñas localidades rurales del voivodato de Pequeña Polonia son bilingües de rusino:
  - Gmina Gorlice: Bielanka.
  - Gmina Uście Gorlickie: Blechnarka, Gładyszów, Konieczna, Kunkowa, Nowica, Regietów, Ropki, Zdynia.

### Comunas de habla polaco/lituana
- Tan solo una comuna del voivodato de Podlaquia es bilingüe de lituano:
  - Gmina Puńsk (Punsko valsčius; desde el 25.05.2006)